# Władysław Dąbrowski (Sprawiedliwy wśród Narodów Świata)
Władysław Dąbrowski (ur. 8 października 1922, zm. 4 stycznia 2010) – polski „Sprawiedliwy wśród Narodów Świata”.

## Życiorys
W trakcie II wojny światowej mieszkał we wsi Zawonie (powiat Sokal) i do kwietnia 1944 r. pracował jako maszynista kolejki wąskotorowej, prowadzącej przez obóz żydowski w Sielcu-Zawoniu. Według wielu relacji, był do żydowskich współpracowników zawsze pozytywnie nastawiony. Wówczas też zapoznał Żyda, Dawida Ehrenwerta, z którym to się zaprzyjaźnił. Dąbrowski obiecał pomóc Dawidowi – podał mu nawet szczegółowe instrukcje, jak dostać się do jego rodzinnego domu. Zimą 1943 r. Dawid postanowił zwrócić się do pomoc do Dąbrowskiego, który - jak później wspominał wraz z rodziną - „bez najmniejszego wahania i rezerwy, nie prosząc o jakąkolwiek nagrodę lub obietnicę nagrody, z pobudek czysto humanitarnych, przybył nam z pomocą”. Brata Dawida, Mechela, jak i ojca - Etela, ulokował w swoim domu, w bunkrze urządzonym w stajni. Z kolei pozostałe rodzeństwo, Michał i Sylwia, znalazło kryjówkę u jego wujka – Pawła Dąbrowskiego. Dawid zaś znalazł schronienie u innego wujka Władysława – Izydora, który zresztą ukrywał już lekarza żydowskiego dr. Leona Inslichta i jego żonę Adelę. Dąbrowski opiekował się Żydami „zakupując dla nich żywność, przygotowując razem z matką posiłki i zanosząc je do bunkra”. Po wojnie Władysław Dąbrowski zamieszkał w Świdnicy.
Władysław Dąbrowski jest pochowany na cmentarzu przy ul. Łukasińskiego w Świdnicy (sektorː III̠1, rządː 5, nr grobuː 12).
4 października 1994 r. Instytut Jad Waszem uhonorował Władysława Dąbrowskiego medalem „Sprawiedliwy wśród Narodów Świata”.